# Abàsia
Abàsia (del grec: a-sense, i base-el pas) en medicina, és la incapacitat de caminar, a causa fonamentalment de defectes en la coordinació muscular.
Aquest terme assenyala la incapacitat de mantenir-se dempeus o caminar en una manera normal. Els pacients presenten una alteració de la marxa, la qual és inusual i dramàtica, avançant feixugament en diferents direccions i caient.
Astàsia es refereix a la incapacitat de mantenir-se en posició vertical sense ajuda.
Abàsia es refereix a la manca de coordinació motora la caminar. El pacient varia la base (distància entre els peus) sent aquesta variació inconstant.
Aquesta entitat es pot observar en malalties neurològiques com l'accident vascular cerebral (ACV), malaltia de Parkinson, dany al cerebel a nivell vermià, en la síndrome de Guillain-Barré, hidrocefàlia amb pressió normal, etc.

## Tipus d'abàsia
El terme abasta un espectre de trastorns mèdics com ara:
- Abàsia atàctica: es caracteritza per una incertesa en el moviment.
- Abàsia coreica: causada per la corretge de les cames.
- Abàsia paralítica: si el subjecte a perdut la capacitat per caminar, causada per la paràlisi dels músculs de les cames.
- Abàsia espasmòdica o espàstica: aquella produïda per rigidesa espasmòdica o espasticitat dels músculs de les cames.
- Abàsia tremolosa o tremolosa: causada pel tremolor de les cames.1
- Astàsia-abàsia: també coneguda com a malaltia de Blocq. És una atàxia per defecte de coordinació automàtica (Jaccoud); impossibilitat de mantenir l'estació vertical (astasia) i de caminar (abasia). Els pacients presenten una alteració inusual i dramàtica de la marxa, trontollen violentament en diverses direccions. No és explicable per altres trastorns motors o sensitius ni de la coordinació dels membres inferiors. Pot obeir a una apràxia de la marxa, a una exageració dels reflexos de sosteniment, a lesions cerebel·loses o laberíntiques.[2]

## Fòbia
Astàsia i/o abàsia estan associades amb els temors corresponents de caminar i/o estar dret, diversament anomenats stasofobia, basofobia, stasifobia, basifobia, stasobasofobia, etc. de vegades convertint-se en formes patològiques, és a dir, fòbies.